# Carles Nicolau d'Oultremont
Carles Nicolau Alexandre d'Oultremont (26 de juny de 1716 a Warfusée – 22 d'octubre de 1771, ibídem) era príncep-bisbe del principat de Lieja de 1673 a 1771.
Carles Nicolau era el vuitè fill de Maximilià II Manuel de Baviera i Maria Isabel de Baviera.
El 1733 va ser nominat canonge a la catedral de Sant Lambert, va esdevenir degà al 22 d'abril de 1764 i sacerdot dos dies després. A la mort de Joan Teodor de Baviera, Climent Venceslà de Saxònia, fill del rei de Polònia va posar la seva candidatura i obtenir el suport de França i d'Àustria. Nogensmenys, el capítol de Sant Lambert de Lieja va preferir el candidat local, Carles Nicolau, amb 30 vots pro i 19 contra. Climent va apel·lar al papa Climent XIII i a l'emperador Francesc I però el papa va confirmar la nominació de d'Oultremont que va ser instal·lat el 8 d'abril de 1764.
Aquesta elecció va isolar el principat al pla de la política internacional i d'Oultremont va concentrar-se als seus projectes catòlics: la lluita contra el jansenisme, el febronianisme i els escrits «immorals» provinents de França. També va crear unes institucions caritatives i actuar per a millorar el comerç, la indústria i l'agricultura i la infraestructura de les carreteres.
Va deixar la política exterior del principat al seu germà, Joan d'Oultremont, comte de Wégimont que va ajudar-lo a sortir de l'isolament diplomàtic i negociar - en entre altres coses - el tractat de les límits amb Lluís XVI de França, signat el 24 de març del 1772 pel seu successor i adversari Francesc Carles de Velbrück i ratificat per l'emperador el 1774.
Tot i estar-se al castell de Warfusée més luxuós, el seu mausoleu es troba a la capella del castell d'Oultremont al poble hesbinyó de Warnant-Dreye.